# Syncratus
Syncratus là một chi bướm đêm thuộc phân họ Tortricinae của họ Tortricidae.

## Các loài
- Syncratus paroecus Common, 1965
- Syncratus scepanus Common, 1965